# Phlyctimantis keithae
Espèce
Statut de conservation UICN

 EN  : En danger
Phlyctimantis keithae est une espèce d'amphibiens de la famille des Hyperoliidae.

## Répartition
Cette espèce est endémique de Tanzanie. Elle se rencontre entre 1 800 et 2 000 m d'altitude dans les monts Udzungwa,.

## Étymologie
Cette espèce est nommée en l'honneur de Ronalda Keith.

## Publication originale
- Schiøtz, 1975 : The Treefrogs of Eastern Africa. Copenhagen, Steenstrupia, p. 1–232.